# Héra (album de Georgio)
Pour les articles homonymes, voir Héra (homonymie).
Albums de Georgio
Bleu noir
(2015) XX5
(2018)
Héra est le deuxième album studio du rappeur français Georgio, sorti le 4 novembre 2016 sur le label Panenka. 
Une réédition avec neuf nouveaux titres est sortie le 23 juin 2017 sous le nom de « Ἥρα ».

## Genèse
Un an après la parution de son premier album Bleu Noir qui avait vu le jour grâce au financement participatif, Georgio sort Héra sous le label Panenka Music. Cet album est né de sa collaboration avec Angelo Foley, producteur français. Georgio a souhaité le rencontrer après avoir entendu son travail sur la bande originale du film Patients de Grand Corps Malade.
Une réédition de l'album augmentée de neuf chansons écrites durant la tournée, intitulée Ἥρα (grec ancien de Héra), sort sur les plateformes de téléchargement le 23 juin 2017.

## Liste des pistes
| No  | Titre                                     | Durée |
| --- | ----------------------------------------- | ----- |
| 1.  | L'espoir meurt en dernier                 | 2:41  |
| 2.  | Du bout de mes dix doigts                 | 3:21  |
| 3.  | Héra                                      | 3:57  |
| 4.  | No future                                 | 3:22  |
| 5.  | Brûle                                     | 3:35  |
| 6.  | Svetlana & Maïakovski                     | 2:50  |
| 7.  | La Terre, je la dévore                    | 3:16  |
| 8.  | La vue du sang                            | 4:25  |
| 9.  | Promis j'arrête                           | 3:26  |
| 10. | Mama Rita                                 | 3:39  |
| 11. | L'or de sa vapeur rouge                   | 4:10  |
| 12. | Ici-bas                                   | 5:07  |
| 13. | On rêvait tous de s'envoler (Piste bonus) | 3:59  |

| 14. | Liberté invisible            | 3:47 |
| 15. | Paris - London               | 4:37 |
| 16. | À nos démons (version jour)  | 3:04 |
| 17. | À quoi bon courir ?          | 3:56 |
| 18. | Peu importe l'avenir         | 3:30 |
| 19. | Pearl                        | 3:55 |
| 20. | Une pluie d’or et de lumière | 3:50 |
| 21. | C’est pas fini               | 3:36 |
| 22. | À nos démons (version nuit)  | 3:42 |

## Réception

### Classements
| Classement    | Meilleure position |
| ------------- | ------------------ |
| France (SNEP) | 15                 |